# Accoudoir

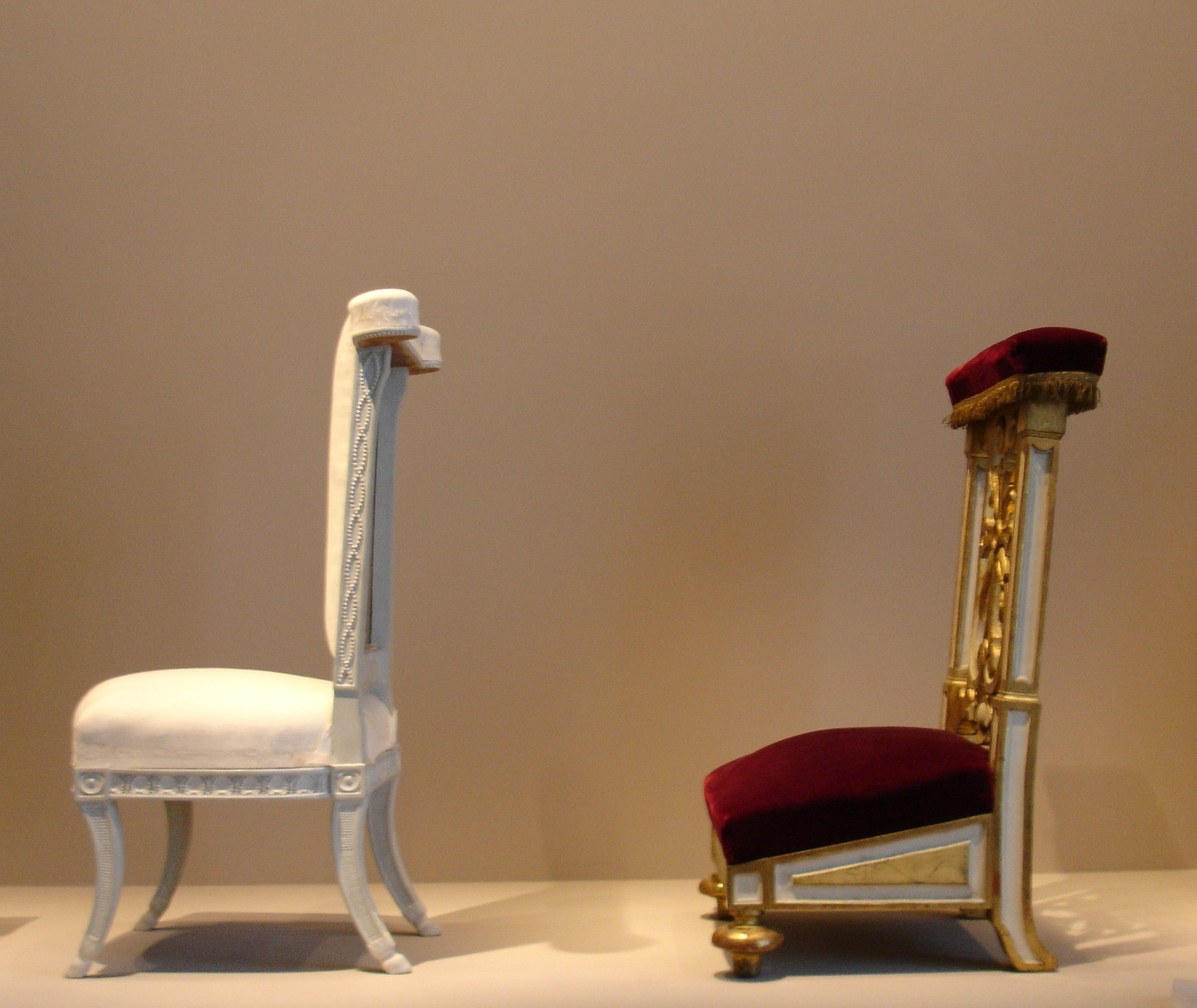
Chaises Prie-Dieu à accoudoir (sens vieilli)

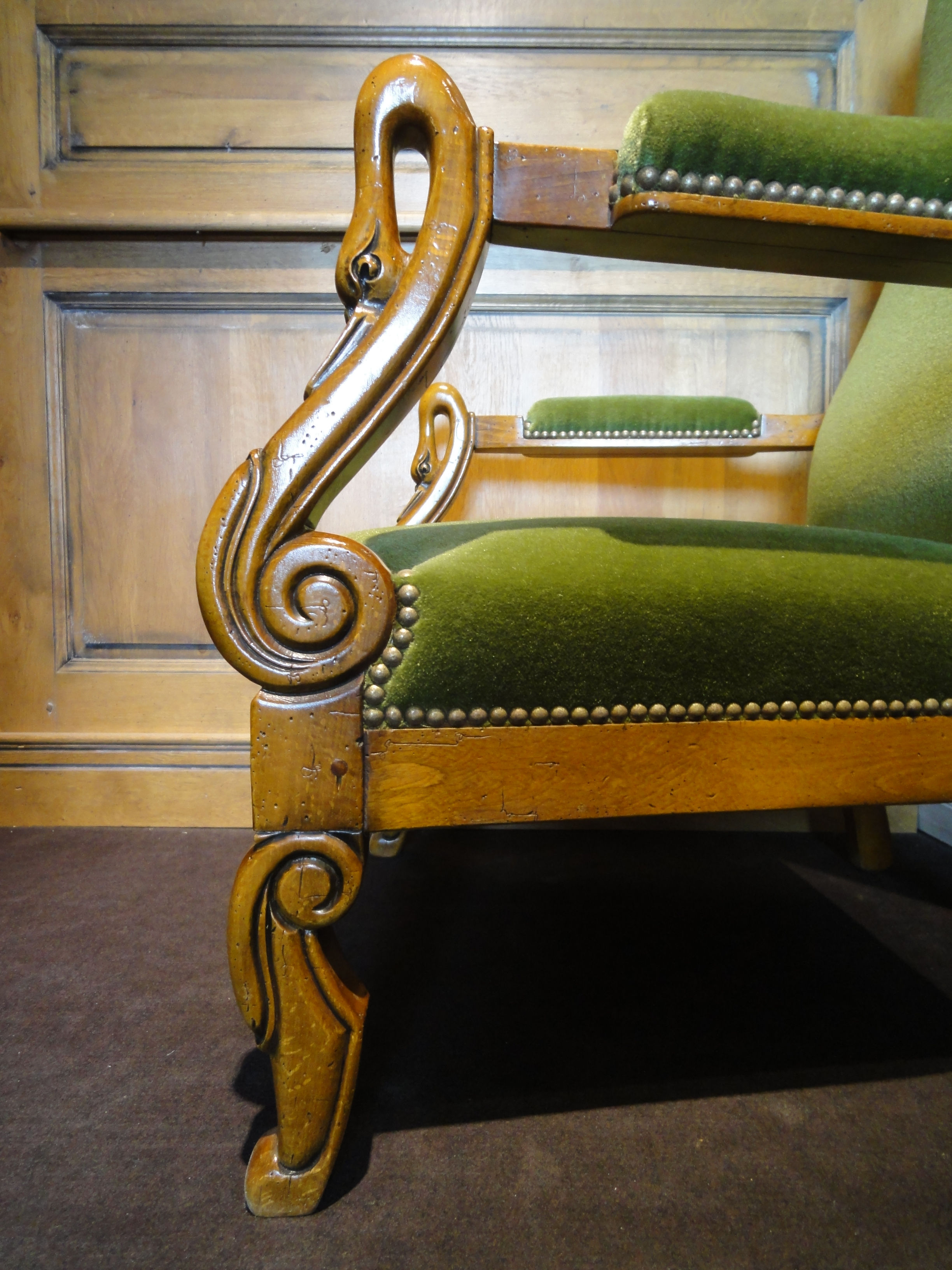
Fauteuil à accotoirs

Un accoudoir est la partie d'un meuble ou d'un balcon sur laquelle on peut appuyer le coude ou le bras, mais à l'origine il désignait le sommet capitonné du dossier d'un siège conçu pour s'y reposer les coudes.

## Histoire
L'accoudoir était à l'origine, la partie horizontale du sommet du dossier d'un siège, sur laquelle on peut s'appuyer sur les coudes lorsqu'on est en station debout derrière celui-ci, ou bien agenouillé. On le retrouve dans des sièges comme la voyelle et le prie-Dieu. 
Au XXIe siècle ce terme désigne ce qu'il convenait encore au XIXe siècle d'appeler l'accotoir, soit les bras horizontaux disposés de part et d'autre du siège et encadrant ce dernier. On peut en effet s'y reposer de côté lorsqu'on est en assis sur le siège qui prend généralement, dans ce cas, le nom générique de fauteuil,.

Accoudoir et accotoir
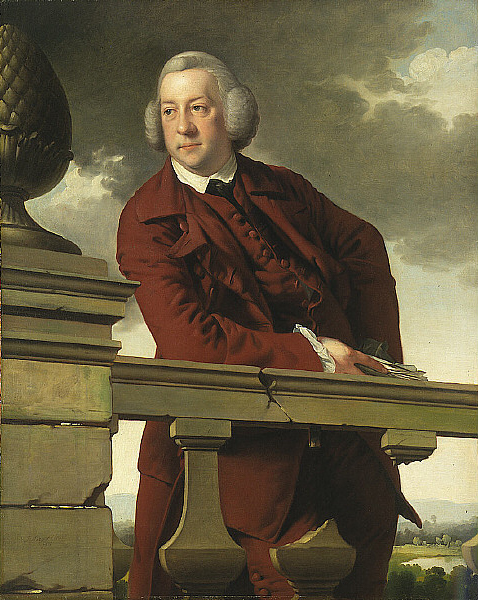
Homme se reposant sur l'accoudoir d'une balustrade
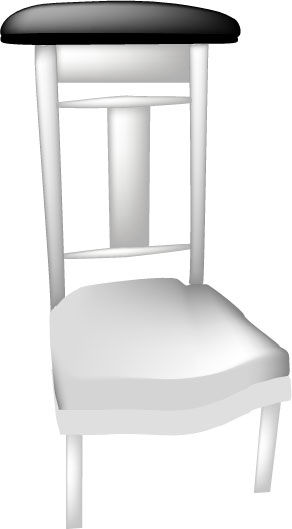
Accoudoir d'un siège.
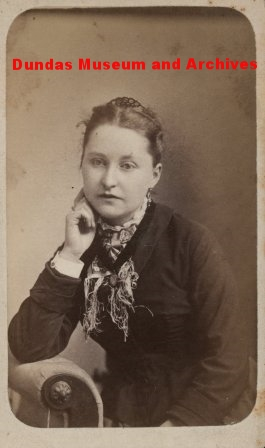
Femme appuyée sur un accoudoir.
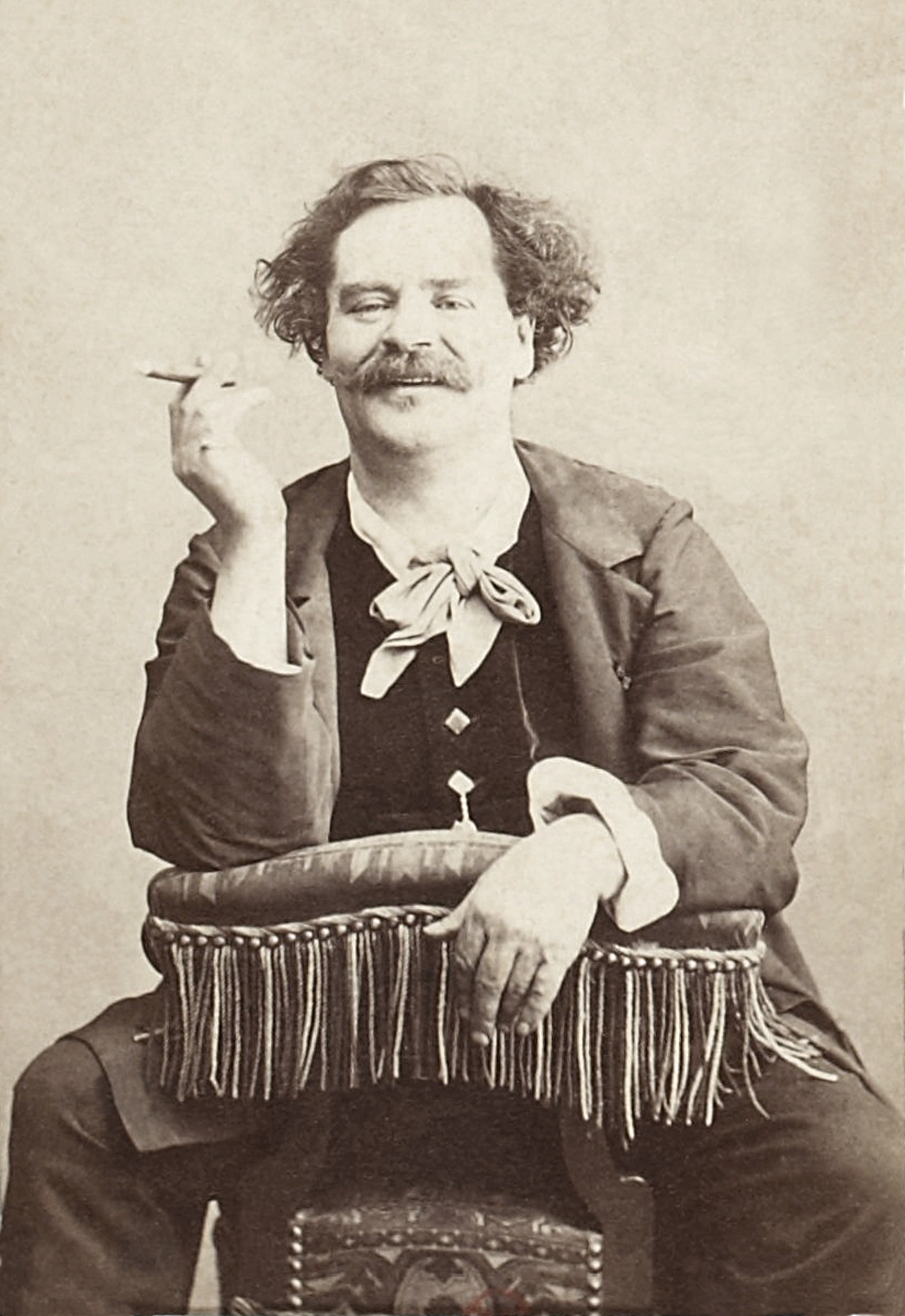
Homme accoudé sur une chaise au XIXe siècle
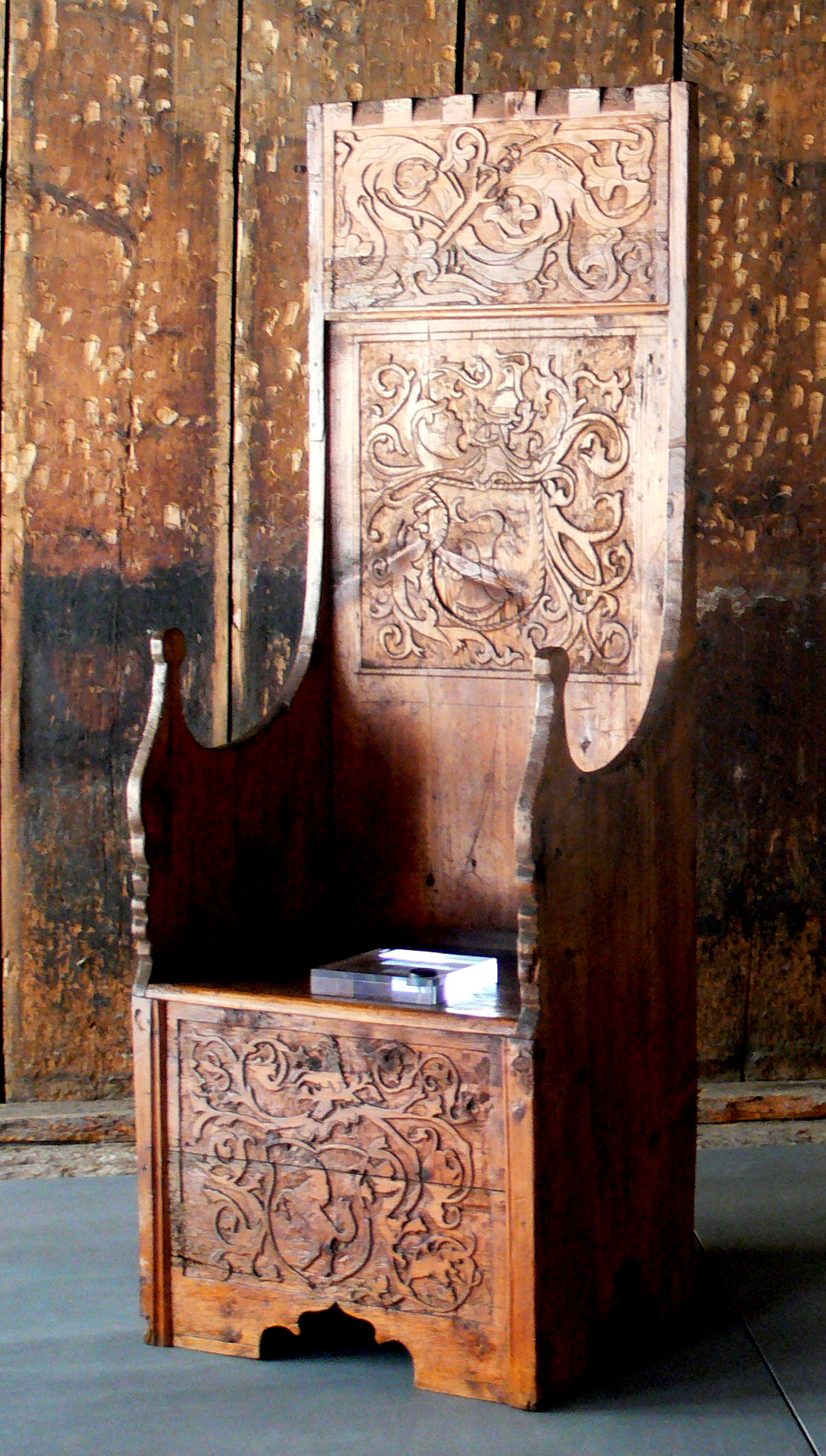
Cathèdre médiévale avec accotoirs
Accotoirs sur un siège.
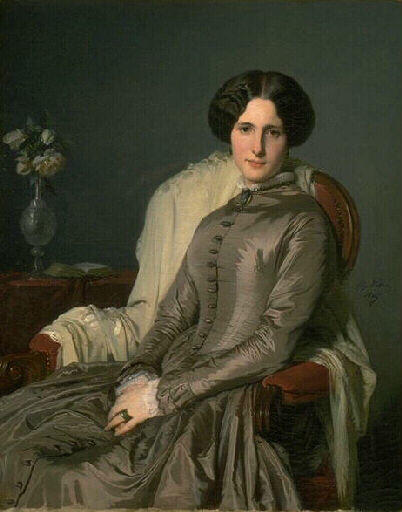
Femme se reposant sur l'accotoir d'un fauteuil